# 岸和田市立八木南小学校
岸和田市立八木南小学校（きしわだしりつ やぎみなみしょうがっこう）は、大阪府岸和田市小松里町にある公立小学校。

## 沿革
- 1968年（昭和43年）10月9日 - 第一期工事を開始する。同日を創立記念日とする。
- 1969年（昭和44年）4月1日 - 開校。

## 通学区域
- 小松里町（新小松里をのぞく）、額原町、池尻町（久米田山滝線より南側）[1]

※卒業後は基本的に岸和田市立久米田中学校に進学する。

## 著名な卒業生
- 清原和博（野球選手）